# Úrvalsdeild karla (baloncesto)
La Úrvalsdeild karla (en inglés: Men's Premier League), conocida actualmente como Subway deildin por motivos de patrocinio, es la máxima competición profesional de baloncesto de Islandia, y está organizada por la Federación de Baloncesto de Islandia (en islandés: Körfuknattleikssamband Íslands - KKÍ). Fue creada en el año 1951, y en la actualidad la disputan 12 equipos. El Þór Þorlákshöfn es el actual campeón tras derrotar en las finales al Keflavík por 3-1, consiguiendo su primer título.
El equipo con más títulos es el KR con 18, tras haber conseguido su 6º consecutivo la temporada 2018-19, seguido del Njarðvík con 17, el ÍR con 15 y el Keflavík con 9.

## Historia

### Creación
La Úrvalsdeild karla se fundó en 1951 y hasta 1978 se llamó 1. division.
A partir de la temporada 2005-06, hasta la temporada 2011-12, la liga se llamó Iceland Express League, debido a su patrocinador, la aerolínea Iceland Express. 
Desde la temporada 2012-13 hasta la 2020-21, la liga se llamó Domino's deildin, debido a su patrocinador, la empresa estadounidense de restaurantes de comida rápida Domino's Pizza.
A partir de la temporada 2021-22, Subway, la cadena de restaurantes especializada en la elaboración de bocadillos, se convirtió en el patrocinador principal, denominándose Subway deildin.

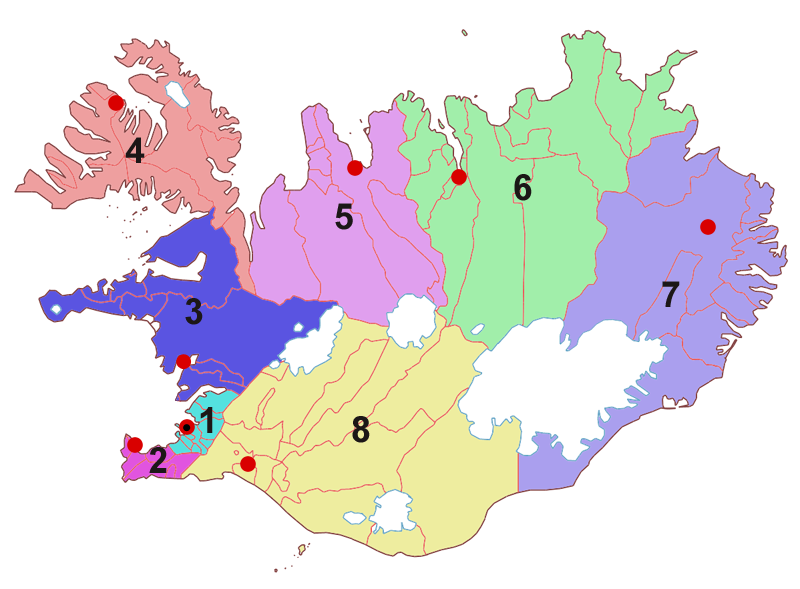
Regiones de Islandia
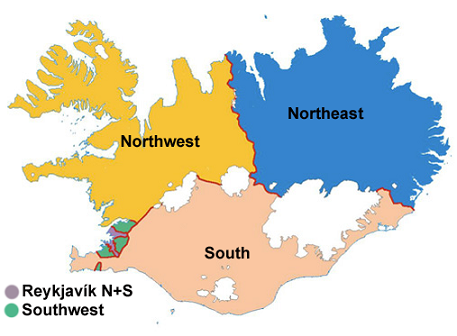
Circunscripciones de Islandia

### Hegemonía del IR
Durante los primeros años, desde su fundación en 1951 hasta la temporada 1963-64, la Úrvalsdeild karla fue dominada por solo dos equipos: IKF (con 4 victorias) e ÍR (con 8 victorias); con la única excepción de la temporada 1958-59, en la que ganó el ÍS. A partir de la siguiente temporada, la temporada 1964-65, hasta la 1974-75, fue dominada por el ÍR (con 6 victorias más) y el KR (con 5 victorias). Dos años más tarde, (temporada 1976-77) el ÍR ganó su decimoquinto y último título y puso fin a la era.

### Liderazgo del Njarðvík
Durante las dos siguientes décadas, justamente desde la temporada 1980-81 hasta la temporada 1997-98, el Njarðvík lideró la Úrvalsdeild karla con 10 victorias. En ese mismo período, el Keflavík ganó 4 títulos y el KR ganó su octavo título.

### Era moderna
Desde la temporada 2000-01, bastantes equipos han liderado la Úrvalsdeild karla. En la temporada 2005-06, el Njarðvík ganó su decimotercer título. En la siguiente temporada (temporada 2006-07), el KR ganó su décimo título y un año más tarde, (temporada 2007-08), el Keflavík ganó su noveno título.

### Dominio del KR
Desde la temporada 2013-14 el KR fue el gran dominador de la liga, al conseguir 6 campeonatos consecutivos, récord del baloncesto islandés. Finnur Stefánsson fue el entrenador en los primeros 5 campeonatos e Ingi Steinþórsson en el último.

## Formato
Se disputan un total de 22 partidos de liga regular, jugando cada equipo contra el otro 2 veces (ida y vuelta). Los ocho primeros clasificados de la liga regular juegan play-offs. Los cuartos de final (al mejor de 5 partidos) se disputan de la siguiente manera:
- Partido 1: 1º contra 8º
- Partido 2: 2º contra 7º
- Partido 3: 4º contra 5º
- Partido 4: 3º contra 6º

Los ganadores de los cruces de cuartos se enfrentan en semifinales (al mejor de 5 partidos), quedando el emparejamiento de la siguiente forma:
- 1ª Semifinal: Ganador Partido 1 contra ganador Partido 2
- 2ª Semifinal: Ganador Partido 3 contra ganador Partido 4

Los ganadores de las semifinales se enfrentan en la final (también al mejor de 5 partidos), para determinar el campeón de la Úrvalsdeild. Los últimos clasificados de la liga regular descienden a la 1. deild karla (en inglés: Men's First Division), de la que asciende el campeón de la liga regular y el campeón de los play-offs.

## Equipos y localización
| Equipo          | Sede                  | Pabellón                 | Entrenador          |
| --------------- | --------------------- | ------------------------ | ------------------- |
| Grindavík       | Grindavík             | Mustad-höllin            | Daníel Guðmundsson  |
| Haukar          | Hafnarfjörður         | Schenker Höllin          | Sævaldur Bjarnason  |
| Höttur          | Egilsstaðir           | VHE-höllin               | Viðar Hafsteinsson  |
| ÍR              | Reikiavik (Breiðholt) | Hertz Hellirinn          | Borce Ilievski      |
| Keflavík        | Keflavík              | TM Höllin                | Hjalti Vilhjálmsson |
| KR              | Reikiavik (Vesturbær) | DHL Höllin               | Darri Atlason       |
| Njarðvík        | Njarðvík              | Ljónagryfjan             | Einar Jóhannsson    |
| Stjarnan        | Garðabær              | Mathús Garðabæjar höllin | Arnar Guðjónsson    |
| Tindastóll      | Sauðárkrókur          | Sauðárkrókur             | Baldur Ragnarsson   |
| Valur           | Reikiavik (Hlíðar)    | Origo-höllin             | Finnur Stefánsson   |
| Þór Akureyri    | Akureyri              | Höllin Ak                | Bjarki Oddsson      |
| Þór Þorlákshöfn | Þorlákshöfn           | Icelandic Glacial Höllin | Lárus Jónsson       |

## Palmarés
| Temporada | Campeón                                                    | Subcampeón                                                 | Entrenador del equipo campeón                              |
| --------- | ---------------------------------------------------------- | ---------------------------------------------------------- | ---------------------------------------------------------- |
| 1951–52   | ÍKF                                                        | ---                                                        | Gene Croley / Jom Wahl                                     |
| 1952–53   | ÍKF (2)                                                    | ---                                                        | ---                                                        |
| 1953–54   | ÍR                                                         | ---                                                        | Helgi Jóhannsson                                           |
| 1954–55   | ÍR (2)                                                     | ---                                                        | Helgi Jóhannsson (2)                                       |
| 1955–56   | ÍKF (3)                                                    | ---                                                        | ---                                                        |
| 1956–57   | ÍR (3)                                                     | ---                                                        | Helgi Jóhannsson (3)                                       |
| 1957–58   | ÍKF (4)                                                    | ---                                                        | ---                                                        |
| 1958–59   | ÍS                                                         | ---                                                        | ---                                                        |
| 1959–60   | ÍR (4)                                                     | ---                                                        | Helgi Jóhannsson (4)                                       |
| 1960–61   | ÍR (5)                                                     | ---                                                        | Helgi Jóhannsson (5)                                       |
| 1961–62   | ÍR (6)                                                     | ---                                                        | Helgi Jóhannsson (6)                                       |
| 1962–63   | ÍR (7)                                                     | ---                                                        | Helgi Jóhannsson (7) / Einar Ólafsson                      |
| 1963–64   | ÍR (8)                                                     | ---                                                        | Helgi Jóhannsson (8)                                       |
| 1964–65   | KR                                                         | ---                                                        | Philip Bensing                                             |
| 1965–66   | KR (2)                                                     | ---                                                        | Philip Bensing (2) / Thomas Curren                         |
| 1966–67   | KR (3)                                                     | ---                                                        | Einar Bollason                                             |
| 1967–68   | KR (4)                                                     | ---                                                        | Gordon Godfrey                                             |
| 1968–69   | ÍR (9)                                                     | KR                                                         | Einar Ólafsson (2)                                         |
| 1969–70   | ÍR (10)                                                    | Ármann                                                     | Einar Ólafsson (3)                                         |
| 1970–71   | ÍR (11)                                                    | ---                                                        | Einar Ólafsson (4)                                         |
| 1971–72   | ÍR (12)                                                    | ---                                                        | Einar Ólafsson (5)                                         |
| 1972–73   | ÍR (13)                                                    | ---                                                        | Einar Ólafsson (6)                                         |
| 1973–74   | KR (5)                                                     | ---                                                        | Einar Bollason (2)                                         |
| 1974–75   | ÍR (14)                                                    | ---                                                        | Einar Ólafsson (7)                                         |
| 1975–76   | Ármann                                                     | ---                                                        | Ingvar Sigurbjörnsson                                      |
| 1976–77   | ÍR (15)                                                    | ---                                                        | Þorsteinn Hallgrímsson                                     |
| 1977–78   | KR (6)                                                     | Njarðvík                                                   | Andrew Piazza                                              |
| 1978–79   | KR (7)                                                     | Valur                                                      | Gunnar Gunnarsson                                          |
| 1979–80   | Valur                                                      | Njarðvík                                                   | Tim Dwyer                                                  |
| 1980–81   | Njarðvík (5)                                               | Valur                                                      | Danny Shouse                                               |
| 1981–82   | Njarðvík (6)                                               | Fram Reykjavík                                             | Hilmar Hafsteinsson                                        |
| 1982–83   | Valur (2)                                                  | Keflavík                                                   | Tim Dwyer (2)                                              |
| 1983–84   | Njarðvík (7)                                               | Valur                                                      | Gunnar Þorvarðarson                                        |
| 1984–85   | Njarðvík (8)                                               | Haukar                                                     | Gunnar Þorvarðarson (2)                                    |
| 1985–86   | Njarðvík (9)                                               | Haukar                                                     | Gunnar Þorvarðarson (3)                                    |
| 1986–87   | Njarðvík (10)                                              | Valur                                                      | Valur Ingimundarson                                        |
| 1987–88   | Haukar                                                     | Njarðvík                                                   | Pálmar Sigurðsson                                          |
| 1988–89   | Keflavík                                                   | KR                                                         | Jón Gíslason                                               |
| 1989–90   | KR (8)                                                     | Keflavík                                                   | László Németh                                              |
| 1990–91   | Njarðvík (11)                                              | Keflavík                                                   | Friðrik Rúnarsson                                          |
| 1991–92   | Keflavík (2)                                               | Valur                                                      | Jón Gíslason (2)                                           |
| 1992–93   | Keflavík (3)                                               | Haukar                                                     | Jón Gíslason (3)                                           |
| 1993–94   | Njarðvík (12)                                              | Grindavík                                                  | Valur Ingimundarson (2)                                    |
| 1994–95   | Njarðvík (13)                                              | Grindavík                                                  | Valur Ingimundarson (3)                                    |
| 1995–96   | Grindavík                                                  | Keflavík                                                   | Friðrik Rúnarsson (2)                                      |
| 1996–97   | Keflavík (4)                                               | Grindavík                                                  | Sigurður Ingimundarson                                     |
| 1997–98   | Njarðvík (14)                                              | KR                                                         | Friðrik Rúnarsson (3)                                      |
| 1998–99   | Keflavík (5)                                               | Njarðvík                                                   | Sigurður Ingimundarson (2)                                 |
| 1999–00   | KR (9)                                                     | Grindavík                                                  | Ingi Steinþórsson                                          |
| 2000–01   | Njarðvík (15)                                              | Tindastóll                                                 | Friðrik Ragnarsson / Teitur Örlygsson                      |
| 2001–02   | Njarðvík (16)                                              | Keflavík                                                   | Friðrik Ragnarsson (2)                                     |
| 2002–03   | Keflavík (6)                                               | Grindavík                                                  | Sigurður Ingimundarson (3)                                 |
| 2003–04   | Keflavík (7)                                               | Snæfell                                                    | Falur Harðarson / Guðjón Skúlason                          |
| 2004–05   | Keflavík (8)                                               | Snæfell                                                    | Sigurður Ingimundarson (4)                                 |
| 2005–06   | Njarðvík (17)                                              | Skallagrímur                                               | Einar Jóhannsson                                           |
| 2006–07   | KR (10)                                                    | Njarðvík                                                   | Benedikt Guðmundsson                                       |
| 2007–08   | Keflavík (9)                                               | Snæfell                                                    | Sigurður Ingimundarson (5)                                 |
| 2008–09   | KR (11)                                                    | Grindavík                                                  | Benedikt Guðmundsson (2)                                   |
| 2009–10   | Snæfell                                                    | Keflavík                                                   | Ingi Steinþórsson (2)                                      |
| 2010–11   | KR (12)                                                    | Stjarnan                                                   | Hrafn Kristjánsson                                         |
| 2011–12   | Grindavík (2)                                              | Þór Þorlákshöfn                                            | Helgi Guðfinnsson                                          |
| 2012–13   | Grindavík (3)                                              | Stjarnan                                                   | Sverrir Sverrisson                                         |
| 2013–14   | KR (13)                                                    | Grindavík                                                  | Finnur Stefánsson                                          |
| 2014–15   | KR (14)                                                    | Tindastóll                                                 | Finnur Stefánsson (2)                                      |
| 2015–16   | KR (15)                                                    | Haukar                                                     | Finnur Stefánsson (3)                                      |
| 2016–17   | KR (16)                                                    | Grindavík                                                  | Finnur Stefánsson (4)                                      |
| 2017–18   | KR (17)                                                    | Tindastóll                                                 | Finnur Stefánsson (5)                                      |
| 2018–19   | KR (18)                                                    | ÍR                                                         | Ingi Steinþórsson (3)                                      |
| 2019-20   | Temporada suspendida a causa de la pandemia por SARS-CoV-2 | Temporada suspendida a causa de la pandemia por SARS-CoV-2 | Temporada suspendida a causa de la pandemia por SARS-CoV-2 |
| 2020-21   | Þór Þorlákshöfn                                            | Keflavík                                                   | Lárus Jónsson                                              |
| 2021-22   | Valur (3)                                                  | Tindastóll                                                 | Finnur Stefánsson (6)                                      |
| 2022-23   | Tindastóll                                                 | Valur                                                      | Pavel Ermolinskij                                          |
| 2023-24   | Valur (4)                                                  | Grindavík                                                  | Finnur Stefánsson (7)                                      |

## Títulos por club
| N.º de títulos | Club                                                     |
| -------------- | -------------------------------------------------------- |
| 18             | KR                                                       |
| 17             | Njarðvík                                                 |
| 15             | ÍR                                                       |
| 9              | Keflavík                                                 |
| 4              | Valur                                                    |
| 3              | Grindavík                                                |
| 1              | Þór Þorlákshöfn, Snæfell, Haukar, Ármann, ÍS, Tindastóll |

## Premios

### Jugador del año
Datos oficiales de la Federación Islandesa de Baloncesto
| Temporada | Islandés                                                   | Extranjero                                                 |
| --------- | ---------------------------------------------------------- | ---------------------------------------------------------- |
| 1967-68   | Birgir Birgisson (Ármann)                                  |                                                            |
| 1968-69   | Þorsteinn Hallgrímsson (ÍR)                                |                                                            |
| 1969-70   | Jón Sigurðsson (KR)                                        |                                                            |
| 1970-71   | Þorsteinn Hallgrímsson (ÍR) (2)                            |                                                            |
| 1971-72   | Birgir Jakobsson (ÍR)                                      |                                                            |
| 1972-73   |                                                            |                                                            |
| 1973-74   | Þórir Magnússon (Valur)                                    |                                                            |
| 1974-75   | Kristinn Jörundsson (ÍR)                                   |                                                            |
| 1975-76   | Jón Sigurðsson (KR) (2)                                    |                                                            |
| 1976-77   |                                                            |                                                            |
| 1977-78   |                                                            | Rick Hockenos (Valur)                                      |
| 1978-79   | Jón Sigurðsson (KR) (3)                                    |                                                            |
| 1979-80   | Guðsteinn Ingimarsson (Njarðvík)                           |                                                            |
| 1980-81   | Gunnar Þorvarðarson (Njarðvík)                             |                                                            |
| 1981-82   | Torfi Magnússon (Valur)                                    |                                                            |
| 1982-83   | Pétur Guðmundsson (ÍR)                                     |                                                            |
| 1983-84   | Valur Ingimundarson (Njarðvík)                             |                                                            |
| 1984-85   | Valur Ingimundarson (Njarðvík) (2)                         |                                                            |
| 1985-86   | Pálmar Sigurðsson (Haukar)                                 |                                                            |
| 1986-87   | Pálmar Sigurðsson (Haukar) (2)                             |                                                            |
| 1987-88   | Valur Ingimundarson (Njarðvík) (3)                         |                                                            |
| 1988-89   | Teitur Örlygsson (Njarðvík)                                |                                                            |
| 1989-90   | Páll Kolbeinsson (KR)                                      |                                                            |
| 1990-91   | Magnús Matthíasson (Valur)                                 |                                                            |
| 1991-92   | Teitur Örlygsson (Njarðvík) (2)                            |                                                            |
| 1992-93   | Jón Gíslason (Keflavík)                                    |                                                            |
| 1993-94   | Guðmundur Bragason (Grindavík)                             |                                                            |
| 1994-95   | Herbert Arnarson (ÍR)                                      |                                                            |
| 1995-96   | Teitur Örlygsson (Njarðvík) (3)                            |                                                            |
| 1996-97   | Hermann Hauksson (KR)                                      |                                                            |
| 1997-98   | Helgi Guðfinnsson (Grindavík)                              |                                                            |
| 1998-99   | Falur Harðarson (Keflavík)                                 | Damon Johnson (Keflavík)                                   |
| 1999-00   | Teitur Örlygsson (Njarðvík) (4)                            |                                                            |
| 2000-01   | Ólafur Ormsson (KR)                                        | Calvin Davis (Keflavík)                                    |
| 2001-02   | Jón Stefánsson (KR)                                        | Damon Johnson (Keflavík)                                   |
| 2002-03   | Helgi Guðfinnsson (Grindavík)                              | Stevie Johnson (Haukar)                                    |
| 2003-04   | Páll Vilbergsson (Grindavík) (2)                           | Darrel Lewis (Grindavík)                                   |
| 2004-05   | Sigurður Þorvaldsson (Snæfell)                             | Joshua Helm (KFÍ)                                          |
| 2005-06   | Friðrik Stefánsson (Njarðvík)                              | A.J. Moye (Keflavík)                                       |
| 2006-07   | Brenton Birmingham (Njarðvík)                              | Tyson Patterson (KR)                                       |
| 2007-08   | Hlynur Bæringsson (Snæfell)                                | Darrell Flake (Skallagrímur)                               |
| 2008-09   | Jón Stefánsson (KR) (2)                                    | Nick Bradford (Grindavík)                                  |
| 2009-10   | Hlynur Bæringsson (Snæfell) (2)                            | Justin Shouse (Stjarnan)                                   |
| 2010-11   | Pavel Ermolinskij (KR)                                     | Marcus Walker (KR)                                         |
| 2011-12   | Justin Shouse (Stjarnan)                                   | J'Nathan Bullock (Grindavík)                               |
| 2012-13   | Justin Shouse (Stjarnan) (2)                               | Aaron Broussard (Grindavík)                                |
| 2013-14   | Martin Hermannsson (KR)                                    | Michael Craion (Keflavík)                                  |
| 2014-15   | Pavel Ermolinskij (KR) (2)                                 | Michael Craion (KR)                                        |
| 2015-16   | Haukur Pálsson (Njarðvík)                                  | Michael Craion (KR)                                        |
| 2016-17   | Jón Stefánsson (KR) (3)                                    | Amin Stevens (Keflavík)                                    |
| 2017-18   | Kristófer Acox (KR)                                        | Antonio Hester (Tindastóll)                                |
| 2018-19   | Kristófer Acox (KR) (2)                                    | Julian Boyd (KR)                                           |
| 2019-20   | Temporada suspendida a causa de la pandemia por SARS-CoV-2 | Temporada suspendida a causa de la pandemia por SARS-CoV-2 |
| 2020-21   | Hörður Vilhjálmsson (Keflavík)                             | Deane Williams (Keflavík)                                  |

| Temporada | Jugador                                                    |
| --------- | ---------------------------------------------------------- |
| 1994-95   | Teitur Örlygsson (Njarðvík)                                |
| 2004-05   | Nick Bradford (Keflavík)                                   |
| 2005-06   | Brenton Birmingham (Njarðvík)                              |
| 2006-07   | Tyson Patterson (KR)                                       |
| 2007-08   | Gunnar Einarsson (Keflavík)                                |
| 2008-09   | Jón Stefánsson (KR)                                        |
| 2009-10   | Hlynur Bæringsson (Snæfell)                                |
| 2010-11   | Marcus Walker (KR)                                         |
| 2011-12   | J'Nathan Bullock (Grindavík)                               |
| 2012-13   | Aaron Broussard (Grindavík)                                |
| 2013-14   | Martin Hermannsson (KR)                                    |
| 2014-15   | Michael Craion (KR)                                        |
| 2015-16   | Brynjar Björnsson (KR)                                     |
| 2016-17   | Jón Stefánsson (KR) (2)                                    |
| 2017-18   | Kristófer Acox (KR)                                        |
| 2018-19   | Julian Boyd (KR)                                           |
| 2019-20   | Temporada suspendida a causa de la pandemia por SARS-CoV-2 |
| 2020-21   | Adomas Drungilas (Þór Þorlákshöfn)                         |

| Temporada | Jugador                                                    |
| --------- | ---------------------------------------------------------- |
| 2002-03   | Sverrir Sverrisson (Keflavík)                              |
| 2003-04   | Sverrir Sverrisson (Keflavík) (2)                          |
| 2004-05   | Friðrik Stefánsson (Njarðvík)                              |
| 2005-06   | Ingvaldur Hafsteinsson (Snæfell)                           |
| 2006-07   | Brenton Birmingham (Njarðvík)                              |
| 2007-08   | Hlynur Bæringsson (Snæfell)                                |
| 2008-09   | Jón Stefánsson (KR)                                        |
| 2009-10   | Hlynur Bæringsson (Snæfell) (2)                            |
| 2010-11   | Hörður Vilhjálmsson (Keflavík)                             |
| 2011-12   | Guðmundur Jónsson (Þór Þorlákshöfn)                        |
| 2012-13   | Guðmundur Jónsson (Þór Þorlákshöfn) (2)                    |
| 2013-14   | Darri Hilmarsson (KR)                                      |
| 2014-15   | Darri Hilmarsson (KR) (2)                                  |
| 2015-16   | Darri Hilmarsson (KR) (3)                                  |
| 2016-17   | Hlynur Bæringsson (Stjarnan) (3)                           |
| 2017-18   | Kristófer Acox (KR)                                        |
| 2018-19   | Ægir Steinarsson (Stjarnan)                                |
| 2019-20   | Temporada suspendida a causa de la pandemia por SARS-CoV-2 |
| 2020-21   | Hörður Vilhjálmsson (Keflavík) (2)                         |

| Temporada | Jugador                                                    |
| --------- | ---------------------------------------------------------- |
| 1985-86   | Jóhannes Kristbjörnsson (Njarðvík)                         |
| 1986-87   | Falur Harðarson (Keflavík)                                 |
| 1987-88   | Magnús Guðfinnsson (Keflavík)                              |
| 1988-89   | Jón Ingvarsson (Haukar)                                    |
| 1989-90   | Marel Guðlaugsson (Grindavík)                              |
| 1990-91   | Magnús Matthíasson (Valur)                                 |
| 1991-92   | Óskar Kristjánsson (KR)                                    |
| 1992-93   | Helgi Guðfinnsson (Grindavík)                              |
| 1993-94   | Sverrir Sverrisson (Snæfell)                               |
| 1994-95   | Herbert Arnarson (ÍR)                                      |
| 1995-96   | Bjarni Magnússon (ÍA)                                      |
| 1996-97   | Friðrik Stefánsson (KFÍ)                                   |
| 1997-98   | Baldur Ólafsson (KR)                                       |
| 1998-99   | Hlynur Bæringsson (Skallagrímur)                           |
| 1999-00   | Ægir Jónsson (ÍA)                                          |
| 2000-01   | Jón Stefánsson (KR)                                        |
| 2001-02   | Helgi Magnússon (KR)                                       |
| 2002-03   | Sævar Haraldsson (Haukar)                                  |
| 2003-04   | Sævar Haraldsson (Haukar) (2)                              |
| 2004-05   | Brynjar Björnsson (KR)                                     |
| 2005-06   | Hörður Vilhjálmsson (Fjölnir)                              |
| 2006-07   | Jóhann Ólafsson (Njarðvík)                                 |
| 2007-08   | Sigurður Þorsteinsson (Keflavík)                           |
| 2008-09   | Rúnar Erlingsson (Breiðablik)                              |
| 2009-10   | Ægir Steinarsson (Fjölnir)                                 |
| 2010-11   | Ægir Steinarsson (Fjölnir) (2)                             |
| 2011-12   | Elvar Friðriksson (Njarðvík)                               |
| 2012-13   | Elvar Friðriksson (Njarðvík) (2)                           |
| 2013-14   | Martin Hermannsson (KR)                                    |
| 2014-15   | Pétur Birgisson (Tindastóll)                               |
| 2015-16   | Kári Jónsson (Haukar)                                      |
| 2016-17   | Þórir Þorbjarnarson (KR)                                   |
| 2017-18   | Ingvi Guðmundsson (Grindavík)                              |
| 2018-19   | Hilmar Henningsson (Haukar)                                |
| 2019-20   | Temporada suspendida a causa de la pandemia por SARS-CoV-2 |
| 2020-21   | Styrmir Þrastarson (Þór Þorlákshöfn)                       |

| Temporada | Jugador                                                    |
| --------- | ---------------------------------------------------------- |
| 1987-88   | Pálmar Sigurðsson (Haukar)                                 |
| 1988-89   | László Németh (KR)                                         |
| 1989-90   | László Németh (KR) (2)                                     |
| 1990-91   | Friðrik Rúnarsson (Njarðvík)                               |
| 1991-92   | Friðrik Rúnarsson (Njarðvík) (2)                           |
| 1992-93   | Ingvar Jónsson (Haukar)                                    |
| 1993-94   | Guðmundur Bragason (Grindavík)                             |
| 1994-95   | Tómas Holton (Skallagrímur)                                |
| 1995-96   | Birgir Guðbjörnsson (Breiðablik)                           |
| 1996-97   | Alexander Ermolinskij (ÍA)                                 |
| 1997-98   | Jón Sigurðsson (KR)                                        |
| 1998-99   | Friðrik Rúnarsson (Njarðvík) (3)                           |
| 1999-00   | Valur Ingimundarson (Tindastóll)                           |
| 2000-01   | Pétur Ingvarsson (Hamar)                                   |
| 2001-02   | Eggert Maríuson (Breiðablik)                               |
| 2002-03   | Reynir Kristjánsson (Haukar)                               |
| 2003-04   | Bárður Eyþórsson (Snæfell)                                 |
| 2004-05   | Benedikt Guðmundsson (Fjölnir)                             |
| 2005-06   | Bárður Eyþórsson (Snæfell) (2)                             |
| 2006-07   | Einar Jóhannsson (Njarðvík)                                |
| 2007-08   | Sigurður Ingimundarson (Keflavík)                          |
| 2008-09   | Benedikt Guðmundsson (KR) (2)                              |
| 2009-10   | Ingi Steinþórsson (Snæfell)                                |
| 2010-11   | Hrafn Kristjánsson (KR)                                    |
| 2011-12   | Helgi Guðfinnsson (Grindavík)                              |
| 2012-13   | Sverrir Sverrisson (Grindavík)                             |
| 2013-14   | Finnur Stefánsson (KR)                                     |
| 2014-15   | Israel Martín (Tindastóll)                                 |
| 2015-16   | Finnur Stefánsson (KR) (2)                                 |
| 2016-17   | Jóhann Ólafsson (Grindavík)                                |
| 2017-18   | Finnur Stefánsson (KR) (3)                                 |
| 2018-19   | Borce Ilievski (ÍR)                                        |
| 2019-20   | Temporada suspendida a causa de la pandemia por SARS-CoV-2 |
| 2020-21   | Lárus Jónsson (Þór Þorlákshöfn)                            |

## Influencia internacional
En los últimos años, un creciente número de jugadores internacionales que jugaban en otras ligas del mundo, han pasado por la Úrvalsdeild karla. A continuación se muestra una breve lista de los mejores jugadores extranjeros, que actualmente o con anterioridad, han jugado en la liga:
| - / Blagoj Janev - Kostas Tsartsaris - Igor Tratnik - A.J. Moye - / Brenton Birmingham - Christopher Smith - / Damon Johnson - Dondrell Whitmore - / Giordan Watson - J'Nathan Bullock | - Joshua Helm - Julian Boyd - Justin Shouse - Nick Bradford - Quincy Hankins-Cole - Robert Jarvis - / Ryan Pettinella - / Jovan Zdravevski - Nemanja Sović - / Roman Moniak |